# Обртни капитал
Обртни капитал представља део сопственог и/или позајмљеног дугорочног капитала који се користи за финансирање обртне имовине фирме, која се касније продаје и тиме остварује зарада.